# Atanas Kolev (joueur d'échecs)
Pour les articles homonymes, voir Kolev.
Atanas Kolev est un joueur d'échecs bulgare né le 15 juillet 1967 à Botevgrad.

## Biographie et carrière
Champion de Bulgarie en 1992 à Bankya, Kolev reçut le titre de grand maître international en 1993.
Il a représenté la Bulgarie lors de quatre olympiades de 1992 à 2000. En 1994, il jouait au quatrième échiquier et la Bulgarie finit cinquième de la compétition.
Il remporta les tournois de :
- Toulouse 1990 ;
- Cannes 1990 ;
- Elenite, Bourgas B (tournoi fermé) 1994 (en Bulgarie) ;
- Villalba (Italie) 1997 (ex æquo avec Jansa) ;
- Barcelone en :
  - 1998 (tournoi du club Vulca) ;
  - 2000 (championnat open de Catalogne) ;
  - 2001 (tournoi rapide) ;
- Durango (tournoi rapide) en 1998 et 2000 ;
- Saragosse en 1998 (mémorial Rey Ardid) et 2001 (tournoi rapide) ;
- Salou en 1999 et 2005 (ex æquo avec Fedortchouk) ;
- Pampelune (tournoi rapide Paz de Ziganda) en 2005 et 2007 ;
- Navalmoral de la Mata 2006 ;
- La Laguna 2007 ;
- Las Vegas 2008 (National Open, ex æquo avec Kamsky et Fressinet) ;
- Athènes (tournoi Acropolis) en 2009 ;
- le championnat open de Bulgarie (mémorial Georgi Tringov)  à  Plovdiv :
  - en 2010 (7,5 points sur 9, ex æquo avec Spassov et Radulski)
  - et en 2011 (8 points sur 9) ;
- le troisième open d'Albena 2011 (7,5 points sur 9, ex æquo avec Chéparinov) ;
- le championnat du Midwest à Wheeling (Illinois) en 2011 (4,5 points sur 5)[3] ;
- le festival international du Michigan à Ann Arbor en 2011 (5 points sur 5)[4] ;
- San Bernandino 2012 en Suisse (4/5).

## Publications
- (avec  Kiril Georgiev) The Sharpest Sicilian: A Black Repertoire with 1.e4 c5 2.Nf3 d6', Chess Stars, 2007,  272 pages.Répertoire basé sur la variante Najdorf de la défense sicilienne.
- (avec Trajče Nedev) The Easiest Sicilian, Chess Stars, 2008, 240 pages.Répertoire basé sur la variante Svechnikov de la défense sicilienne.
- (avec Kiril Georgiev) The Sharpest Sicilian 2012, Chess Stars, 2012, 332 pagesDeuxième édition remaniée.